# Cantó de Pontvallain
El cantó de Pontvallain és un cantó francès del departament de Sarthe, situat al districte de La Flèche. Té 9 municipis i el cap es Pontvallain.

## Municipis
- Cérans-Foulletourte
- Château-l'Hermitage
- La Fontaine-Saint-Martin
- Mansigné
- Oizé
- Pontvallain
- Requeil
- Saint-Jean-de-la-Motte
- Yvré-le-Pôlin

## Història
| Data d'elecció                           | Identitat       | Partit                      | Qualitat |
| ---------------------------------------- | --------------- | --------------------------- | -------- |
| 1945-1956                                | Marcel Basille  | SFIO                        |          |
| 1956-1976                                | Gustave Leroy   | SFIO, després divers gauche |          |
| 1976-1993                                | Roland Boussard | Divers droite               |          |
| 1993-                                    | Gérard Véron    | UMP                         |          |
| les dades anteriors no són pas conegudes |                 |                             |          |
|                                          |                 |                             |          |

## Demografia
| A partir de 1990: Població sense dobles comptes |